# National Basketball Association 2013-2014
La stagione della National Basketball Association 2013-2014 è stata la 68ª edizione del campionato NBA. Il titolo è stato vinto dai San Antonio Spurs, al 5º successo della loro storia.
Il campionato è iniziato il 29 ottobre 2013 con l'incontro fra Indiana Pacers e Orlando Magic. L'NBA All-Star Weekend si è tenuto dal 14 al 16 febbraio 2014 a New Orleans. La stagione regolare si è conclusa il 16 aprile 2014; i playoff hanno avuto inizio il 19 aprile 2014 e si sono conclusi il 15 giugno.

## Squadre partecipanti
- Atlanta Hawks
- Boston Celtics
- Brooklyn Nets
- Charlotte Bobcats
- Chicago Bulls
- Cleveland Cavaliers
- Dallas Mavericks
- Denver Nuggets
- Detroit Pistons
- G.S. Warriors

- Houston Rockets
- Indiana Pacers
- L.A. Clippers
- L.A. Lakers
- Memphis Grizzlies
- Miami Heat
- Milwaukee Bucks
- Minnesota T'wolves
- N.O. Pelicans
- N.Y. Knicks

- Oklahoma Thunder
- Orlando Magic
- Philadelphia 76ers
- Phoenix Suns
- Portland T. Blazers
- Sacramento Kings
- San Antonio Spurs
- Toronto Raptors
- Utah Jazz
- Wash. Wizards

## Classifica

### Classifica per Division

#### Western Conference
Northwest Division
|    | Classifica           | V  | P  | %    |
| -- | -------------------- | -- | -- | ---- |
| 1. | Oklahoma Thunder2    | 59 | 23 | 72,0 |
| 2. | Portland T. Blazers5 | 54 | 28 | 65,9 |
| 3. | Minnesota T'wolves   | 40 | 42 | 48,8 |
| 4. | Denver Nuggets       | 36 | 46 | 43,9 |
| 5. | Utah Jazz            | 25 | 57 | 30,5 |

Pacific Division
|    | Classifica       | V  | P  | %    |
| -- | ---------------- | -- | -- | ---- |
| 1. | L.A. Clippers3   | 57 | 25 | 69,5 |
| 2. | G.S. Warriors6   | 51 | 31 | 62,2 |
| 3. | Phoenix Suns     | 48 | 34 | 58,5 |
| 4. | Sacramento Kings | 28 | 54 | 34,1 |
| 5. | L.A. Lakers      | 27 | 55 | 32,9 |

Southwest Division
|    | Classifica         | V  | P  | %    |
| -- | ------------------ | -- | -- | ---- |
| 1. | San Antonio Spurs1 | 62 | 20 | 75,6 |
| 2. | Houston Rockets 4  | 54 | 28 | 65,9 |
| 3. | Memphis Grizzlies7 | 50 | 32 | 61,0 |
| 4. | Dallas Mavericks8  | 49 | 33 | 59,8 |
| 5. | N.O. Pelicans      | 34 | 48 | 41,5 |

#### Eastern Conference
Atlantic Division
|    | Classifica         | V  | P  | %    |
| -- | ------------------ | -- | -- | ---- |
| 1. | Toronto Raptors 3  | 48 | 34 | 58,5 |
| 2. | Brooklyn Nets 6    | 44 | 38 | 53,7 |
| 3. | N.Y. Knicks        | 37 | 45 | 45,1 |
| 4. | Boston Celtics     | 25 | 57 | 30,5 |
| 5. | Philadelphia 76ers | 19 | 63 | 23,2 |

Central Division
|    | Classifica          | V  | P  | %    |
| -- | ------------------- | -- | -- | ---- |
| 1. | Indiana Pacers1     | 56 | 26 | 68,3 |
| 2. | Chicago Bulls4      | 48 | 34 | 58,5 |
| 3. | Cleveland Cavaliers | 33 | 49 | 40,2 |
| 5. | Detroit Pistons     | 29 | 53 | 35,4 |
| 4. | Milwaukee Bucks     | 15 | 67 | 18,3 |

Southeast Division
|    | Classifica         | V  | P  | %    |
| -- | ------------------ | -- | -- | ---- |
| 1. | Miami Heat2        | 54 | 28 | 65,9 |
| 2. | Wash. Wizards5     | 44 | 38 | 53,7 |
| 3. | Charlotte Bobcats7 | 43 | 39 | 52,4 |
| 4. | Atlanta Hawks8     | 38 | 44 | 46,3 |
| 5. | Orlando Magic      | 23 | 59 | 28,0 |

### Classifica per conference
Western Conference 
|     | Classifica          | V  | P  | %    |
| --- | ------------------- | -- | -- | ---- |
| 1.  | San Antonio Spurs   | 62 | 20 | 75,6 |
| 2.  | Oklahoma Thunder    | 59 | 23 | 72,0 |
| 3.  | L.A. Clippers       | 57 | 25 | 69,5 |
| 4.  | Houston Rockets     | 54 | 28 | 65,9 |
| 5.  | Portland T. Blazers | 54 | 28 | 65,9 |
| 6.  | G.S. Warriors       | 51 | 31 | 62,2 |
| 7.  | Memphis Grizzlies   | 50 | 32 | 61,0 |
| 8.  | Dallas Mavericks    | 49 | 33 | 59,8 |
| 9.  | Phoenix Suns        | 48 | 34 | 58,5 |
| 10. | Minnesota T'wolves  | 40 | 42 | 48,8 |
| 11. | Denver Nuggets      | 36 | 46 | 43,9 |
| 12. | N.O. Pelicans       | 34 | 48 | 41,5 |
| 13. | Sacramento Kings    | 28 | 54 | 34,1 |
| 14. | L.A. Lakers         | 27 | 55 | 32,9 |
| 15. | Utah Jazz           | 25 | 57 | 30,5 |

 Eastern Conference 
|     | Classifica          | V  | P  | %    |
| --- | ------------------- | -- | -- | ---- |
| 1.  | Indiana Pacers      | 56 | 26 | 68,3 |
| 2.  | Miami Heat          | 54 | 28 | 65,9 |
| 3.  | Toronto Raptors     | 48 | 34 | 58,5 |
| 4.  | Chicago Bulls       | 48 | 34 | 58,5 |
| 5.  | Wash. Wizards       | 44 | 38 | 53,7 |
| 6.  | Brooklyn Nets       | 44 | 38 | 53,7 |
| 7.  | Charlotte Bobcats   | 43 | 39 | 52,4 |
| 8.  | Atlanta Hawks       | 38 | 44 | 46,3 |
| 9.  | N.Y. Knicks         | 37 | 45 | 45,1 |
| 10. | Cleveland Cavaliers | 33 | 49 | 40,2 |
| 11. | Detroit Pistons     | 29 | 53 | 35,4 |
| 12. | Boston Celtics      | 25 | 57 | 30,5 |
| 13. | Orlando Magic       | 23 | 59 | 28,0 |
| 14. | Philadelphia 76ers  | 19 | 63 | 23,2 |
| 15. | Milwaukee Bucks     | 15 | 67 | 18,3 |

## Vincitore
| Campione NBA 2014           |
| --------------------------- |
| San Antonio Spurs 5º titolo |

## Statistiche

### Individuali per partita
| Categoria                        | Giocatore       | Squadra          | Punteggio |
| -------------------------------- | --------------- | ---------------- | --------- |
| Punti per partita                | Kevin Durant    | Oklahoma Thunder | 32,0      |
| Rimbalzi per partita             | DeAndre Jordan  | L.A. Clippers    | 13,6      |
| Assist per partita               | Chris Paul      | L.A. Clippers    | 10,7      |
| Palle rubate per partita         | Chris Paul      | L.A. Clippers    | 2,5       |
| Stoppate per partita             | Anthony Davis   | N.O. Pelicans    | 2,8       |
| Palle perse per partita          | Stephen Curry   | G.S. Warriors    | 4,1       |
| Minuti per partita               | Carmelo Anthony | N.Y. Knicks      | 38,7      |
| Percentuale di tiro              | DeAndre Jordan  | L.A. Clippers    | 67,6%     |
| Percentuale di tiri liberi       | Brian Roberts   | N.O. Pelicans    | 94,0%     |
| Percentuale di tiri da 3         | Kyle Korver     | Atlanta Hawks    | 47,2%     |
| Indice di efficienza per partita | Kevin Durant    | Oklahoma Thunder | 29.8      |

### Record individuali
| Categoria       | Giocatore               | Squadra             | Punteggio |
| --------------- | ----------------------- | ------------------- | --------- |
| Punti           | Carmelo Anthony         | N.Y. Knicks         | 62        |
| Rimbalzi        | Timofej Mozgov          | Denver Nuggets      | 29        |
| Assist          | Brandon Jennings        | Detroit Pistons     | 18        |
| Assist          | Rajon Rondo             | Boston Celtics      | 18        |
| Palle rubate    | Michael Carter-Williams | Philadelphia 76ers  | 9         |
| Tiri da 3 punti | Trevor Ariza            | Wash. Wizards       | 10        |
| Tiri da 3 punti | Joe Johnson             | Brooklyn Nets       | 10        |
| Tiri da 3 punti | C.J. Miles              | Cleveland Cavaliers | 10        |
| Tiri da 3 punti | Chandler Parsons        | Houston Rockets     | 10        |
| Tiri da 3 punti | Terrence Ross           | Toronto Raptors     | 10        |
| Tiri da 3 punti | J.R. Smith              | N.Y. Knicks         | 10        |
| Stoppate        | Anthony Davis           | N.O. Pelicans       | 9         |
| Stoppate        | DeAndre Jordan          | L.A. Clippers       | 9         |
| Doppie doppie   | Kevin Love              | Minnesota T'wolves  | 65        |
| Triple doppie   | Lance Stephenson        | Indiana Pacers      | 5         |

### Record di squadra
| Categoria                    | Squadra             | Punteggio |
| ---------------------------- | ------------------- | --------- |
| Punti per partita            | Portland T. Blazers | 108,6     |
| Rimbalzi per partita         | Oklahoma Thunder    | 47,4      |
| Assist per partita           | Atlanta Hawks       | 25,8      |
| Palle rubate per partita     | Miami Heat          | 9,77      |
| Stoppate per partita         | Oklahoma Thunder    | 6,3       |
| Stoppate tentate per partita | Philadelphia 76ers  | 6,7       |
| Palle perse per partita      | Philadelphia 76ers  | 17,7      |
| Falli per partita            | G.S. Warriors       | 22,9      |
| Percentuale di tiro          | Miami Heat          | 51,1%     |
| Percentuale di tiri liberi   | Portland T. Blazers | 82,1%     |
| Percentuale di tiri da 3     | Portland T. Blazers | 40,4%     |

## Premi NBA

### Giocatore della settimana
| Settimana                 | Western Conference    | Western Conference  | Eastern Conference      | Eastern Conference  |
| ------------------------- | --------------------- | ------------------- | ----------------------- | ------------------- |
| 29 ottobre - 3 novembre   | Kevin Love            | Minnesota T'wolves  | Michael Carter-Williams | Philadelphia 76ers  |
| 4 - 10 novembre           | Markieff Morris       | Phoenix Suns        | Paul George             | Indiana Pacers      |
| 11 - 17 novembre          | Blake Griffin         | L.A. Clippers       | LeBron James            | Miami Heat          |
| 18 - 24 novembre          | LaMarcus Aldridge     | Portland T. Blazers | John Wall               | Wash. Wizards       |
| 25 novembre - 1º dicembre | Kevin Durant          | Oklahoma Thunder    | LeBron James (2)        | Miami Heat          |
| 2 - 8 dicembre            | LaMarcus Aldridge (2) | Portland T. Blazers | Jordan Crawford         | Boston Celtics      |
| 9 - 15 novembre           | LaMarcus Aldridge (3) | Portland T. Blazers | Kyrie Irving            | Cleveland Cavaliers |
| 16 - 22 novembre          | Blake Griffin (2)     | L.A. Clippers       | Dwyane Wade             | Miami Heat          |
| 23 - 29 dicembre          | Kevin Durant (2)      | Oklahoma Thunder    | Chris Bosh              | Miami Heat          |
| 30 dicembre - 5 gennaio   | David Lee             | G.S. Warriors       | Thaddeus Young          | Philadelphia 76ers  |
| 6 - 12 gennaio            | DeMarcus Cousins      | Sacramento Kings    | Carmelo Anthony         | N.Y. Knicks         |
| 13 - 19 gennaio           | Kevin Durant (3)      | Oklahoma Thunder    | Paul George (2)         | Indiana Pacers      |
| 20 - 26 gennaio           | Kevin Durant (4)      | Oklahoma Thunder    | Paul Millsap            | Atlanta Hawks       |
| 27 gennaio - 2 febbraio   | Goran Dragić          | Phoenix Suns        | Kyle Lowry              | Toronto Raptors     |
| 3 - 9 febbraio            | Kevin Durant (5)      | Oklahoma Thunder    | Jared Sullinger         | Boston Celtics      |
| 18 - 23 febbraio          | Kevin Love (2)        | Minnesota T'wolves  | Kemba Walker            | Charlotte Bobcats   |
| 24 febbraio - 2 marzo     | James Harden          | Houston Rockets     | John Wall (2)           | Wash. Wizards       |
| 3 - 9 marzo               | James Harden (2)      | Houston Rockets     | Carmelo Anthony (2)     | N.Y. Knicks         |
| 10 - 16 marzo             | Blake Griffin (3)     | L.A. Clippers       | Al Jefferson            | Charlotte Bobcats   |
| 17 - 23 marzo             | Kevin Durant (6)      | Oklahoma Thunder    | Joe Johnson             | Brooklyn Nets       |
| 24 - 30 marzo             | Tim Duncan            | San Antonio Spurs   | Nikola Vučević          | Orlando Magic       |
| 31 marzo - 6 aprile       | Dirk Nowitzki         | Dallas Mavericks    | Al Jefferson (2)        | Charlotte Bobcats   |
| 7 - 13 aprile             | Monta Ellis           | Dallas Mavericks    | Jeff Teague             | Atlanta Hawks       |

### Giocatore del mese
| Mese               | Western Conference | Western Conference | Eastern Conference | Eastern Conference |
| ------------------ | ------------------ | ------------------ | ------------------ | ------------------ |
| Ottobre - novembre | Kevin Durant       | Oklahoma Thunder   | Paul George        | Indiana Pacers     |
| Dicembre           | Kevin Durant (2)   | Oklahoma Thunder   | LeBron James       | Miami Heat         |
| Gennaio            | Kevin Durant (3)   | Oklahoma Thunder   | Carmelo Anthony    | N.Y. Knicks        |
| Febbraio           | Blake Griffin      | L.A. Clippers      | LeBron James (2)   | Miami Heat         |
| Marzo              | Kevin Durant (4)   | Oklahoma Thunder   | Al Jefferson       | Charlotte Bobcats  |
| Aprile             | Stephen Curry      | G.S. Warriors      | Al Jefferson (2)   | Charlotte Bobcats  |

### Rookie del mese
| Mese               | Western Conference | Western Conference | Eastern Conference          | Eastern Conference |
| ------------------ | ------------------ | ------------------ | --------------------------- | ------------------ |
| Ottobre - novembre | Ben McLemore       | Sacramento Kings   | Michael Carter-Williams     | Philadelphia 76ers |
| Dicembre           | Trey Burke         | Utah Jazz          | Victor Oladipo              | Orlando Magic      |
| Gennaio            | Trey Burke (2)     | Utah Jazz          | Michael Carter-Williams (2) | Philadelphia 76ers |
| Febbraio           | Nick Calathes      | Memphis Grizzlies  | Victor Oladipo (2)          | Orlando Magic      |
| Marzo              | Gorgui Dieng       | Minnesota T'wolves | Michael Carter-Williams (3) | Philadelphia 76ers |
| Aprile             | Trey Burke (3)     | Utah Jazz          | Michael Carter-Williams (4) | Philadelphia 76ers |

### Allenatore del mese
| Mese               | Western Conference | Western Conference  | Eastern Conference | Eastern Conference |
| ------------------ | ------------------ | ------------------- | ------------------ | ------------------ |
| Ottobre - novembre | Terry Stotts       | Portland T. Blazers | Frank Vogel        | Indiana Pacers     |
| Dicembre           | Jeff Hornacek      | Phoenix Suns        | Dwane Casey        | Toronto Raptors    |
| Gennaio            | Dave Joerger       | Memphis Grizzlies   | Jason Kidd         | Brooklyn Nets      |
| Febbraio           | Kevin McHale       | Houston Rockets     | Erik Spoelstra     | Miami Heat         |
| Marzo              | Gregg Popovich     | San Antonio Spurs   | Jason Kidd (2)     | Brooklyn Nets      |
| Aprile             | Dave Joerger (2)   | Memphis Grizzlies   | Steve Clifford     | Charlotte Bobcats  |

### Premi stagionali
- NBA Most Valuable Player Award: Kevin Durant
- NBA Defensive Player of the Year Award: Joakim Noah
- NBA Rookie of the Year Award: Michael Carter-Williams
- NBA Sixth Man of the Year Award: Jamal Crawford
- NBA Most Improved Player Award: Goran Dragić
- NBA Coach of the Year Award: Gregg Popovich
- NBA Executive of the Year Award: R.C. Buford
- NBA Sportsmanship Award: Mike Conley
- J. Walter Kennedy Citizenship Award: Luol Deng
- Twyman-Stokes Teammate of the Year Award: Shane Battier

- All-NBA First Team:
  - F Kevin Durant, Oklahoma City Thunder
  - F LeBron James, Miami Heat
  - C Joakim Noah, Chicago Bulls
  - G James Harden, Houston Rockets
  - G Chris Paul, Los Angeles Clippers

- All-NBA Second Team:
  - F Blake Griffin, Los Angeles Clippers
  - F Kevin Love, Minnesota Timberwolves
  - C Dwight Howard, Houston Rockets
  - G Stephen Curry, Golden State Warriors
  - G Tony Parker, San Antonio Spurs

- All-NBA Third Team:
  - F Paul George, Indiana Pacers
  - F LaMarcus Aldridge, Portland Trail Blazers
  - C Al Jefferson, Charlotte Bobcats
  - G Goran Dragić, Phoenix Suns
  - G Damian Lillard, Portland Trail Blazers

- NBA All-Defensive First Team:
  - F Paul George, Indiana Pacers
  - F Serge Ibaka, Oklahoma City Thunder
  - C Joakim Noah, Chicago Bulls
  - G Andre Iguodala, Golden State Warriors
  - G Chris Paul, Los Angeles Clippers

- NBA All-Defensive Second Team:
  - F Kawhi Leonard, San Antonio Spurs
  - F LeBron James, Miami Heat
  - C Roy Hibbert, Indiana Pacers
  - G Jimmy Butler, Chicago Bulls
  - G Patrick Beverley, Houston Rockets

- NBA All-Rookie First Team:
  - Michael Carter-Williams, Philadelphia 76ers
  - Victor Oladipo, Orlando Magic
  - Trey Burke, Utah Jazz
  - Mason Plumlee, Brooklyn Nets
  - Tim Hardaway, New York Knicks

- NBA All-Rookie Second Team:
  - Kelly Olynyk, Boston Celtics
  - Giannīs Antetokounmpo, Milwaukee Bucks
  - Gorgui Dieng, Minnesota Timberwolves
  - Cody Zeller, Charlotte Bobcats
  - Steven Adams, Oklahoma City Thunder